# (39747) 1997 BM1
1997 بي أم 1 (ويعرف أيضًا باسم (39747) 1997 بي أم 1 وفق تسمية الكوكب الصغير) (بالإنجليزية: 1997 BM1)‏ هو كويكب ضمن حزام الكويكبات؛ وترتيبه 39747 من حيث الاكتشاف.
اكتُشف هذا الجُرم الفلكي بواسطة Dennis di Cicco ‏ في 29 يناير 1997.

## وصلات خارجية
- (39747) 1997 BM1 في قاعدة بيانات مختبر الدفع النفاث لأجرام النظام الشمسي الصغيرة

- الاكتشاف · مخطط المدار ·  العناصر المدارية · المعلمات المادية

- (39747) 1997 BM1 على موقع ويكي سكاي: DSS2, SDSS, GALEX, IRAS, Hydrogen α, X-Ray, Astrophoto, Sky Map, Articles and images